# Karen Kotte
Karen Kotte, död 1591, dansk entreprenör. 
Dotter till Odenses borgmästare och köpman Jørgen Nielsen Kotte (död 1584) och Kirsten Peder Christophersdatter (död 1583). Gift 1572 med köpman Claus Mikkelsen.
Familje Kotte var en av de mest betydande köpmannafamiljerna på Fyn. Under sjuårskriget utrustade hon danska staten i kompanjonskap med Oluf Bager och Hans Mule mot kredit eller mot kronans korn. Hon förvärvade även länsrätt på kyrkans andel av kronans kornskatt från Fyn. Hennes fastighet i Odense fungerade som värdshus för kungliga gäster under besök på Fyn, samt som gäldfängelse. Hon fick två döttrar. Efter hennes död utbröt arvstrid mellan hennes svärsöner som fick lösas med kungens hjälp 1593.